# Il favorito del re
Il favorito del re (To Have and to Hold) è un film muto del 1922 diretto da George Fitzmaurice. Di genere avventuroso, fu adattato per lo schermo da Ouida Bergère, basato sull'omonimo romanzo di Mary Johnston pubblicato a Boston nel 1900.
È il remake di To Have and to Hold del 1916, diretto da George Melford.

## Trama

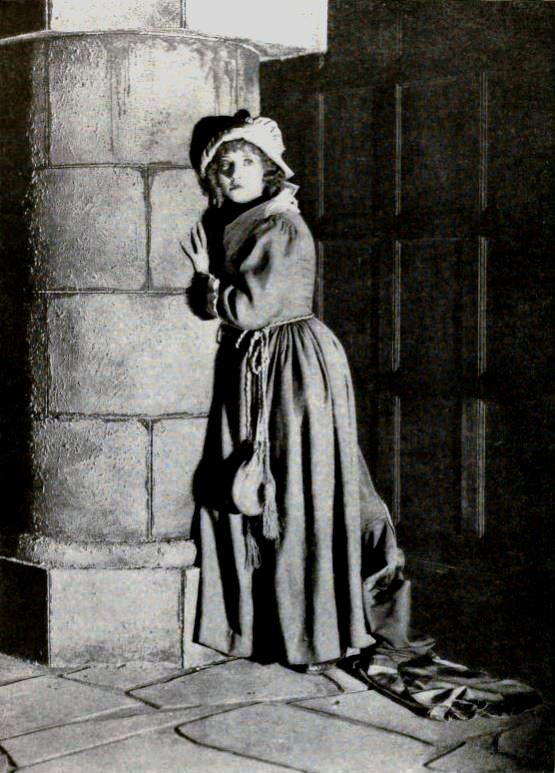
Betty Compson (foto di James Abbe)

Per sfuggire all'odioso matrimonio impostole con Lord Carnal, Jocelyn Leigh si nasconde sul bastimento dove è imbarcata la sua cameriera. La nave, con il suo carico di "spose", donne destinate alle colonie, parte alla volta dell'America. Una volta sbarcata in Virginia, Jocelyn cerca protezione presso il capitano Ralph Percy, un avventuriero della Virginia che la sposa. Nel frattempo, Lord Carnal, ritrovata Jocelyn, imprigiona Percy che però riesce a fuggire e a liberare la moglie. Ben presto, pur se hanno trovato rifugio in un accampamento di pirati, i due vengono catturati nuovamente da Lord Carnal che li riporta in Inghilterra. In patria, Percy viene nuovamente imprigionato, mentre Carnal ottiene di poter sposare Jocelyn. Aiutato da Lord Buckingham, Percy fugge ancora una volta: sfidato a duello Carnal, lo batte e può riunirsi finalmente alla donna che ama.

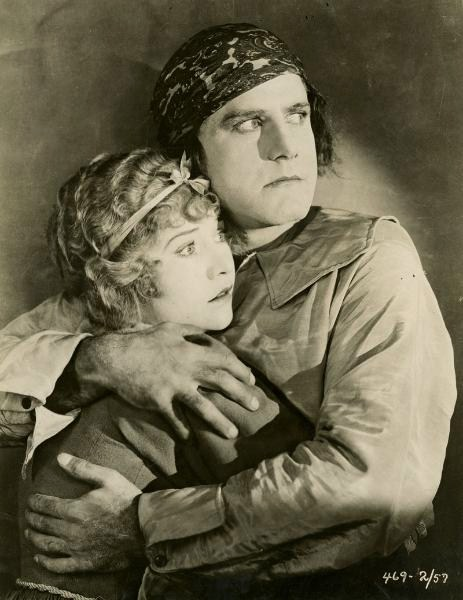
Betty Compson e Bert Lytell

## Produzione
Il film fu prodotto dalla Famous Players-Lasky Corporation.

## Distribuzione
Il copyright del film, richiesto dalla Famous Players-Lasky Corp., fu registrato il 18 ottobre 1922 con il numero LP18364.
Distribuito dalla Famous Players-Lasky Corporation e Paramount Pictures, il film - presentato da Adolph Zukor - uscì nelle sale cinematografiche statunitensi il 29 ottobre 1922, in quelle italiane nell'aprile del 1925.
Non si conoscono copie ancora esistenti della pellicola che viene considerata presumibilmente perduta.